# شوكة الحديقة

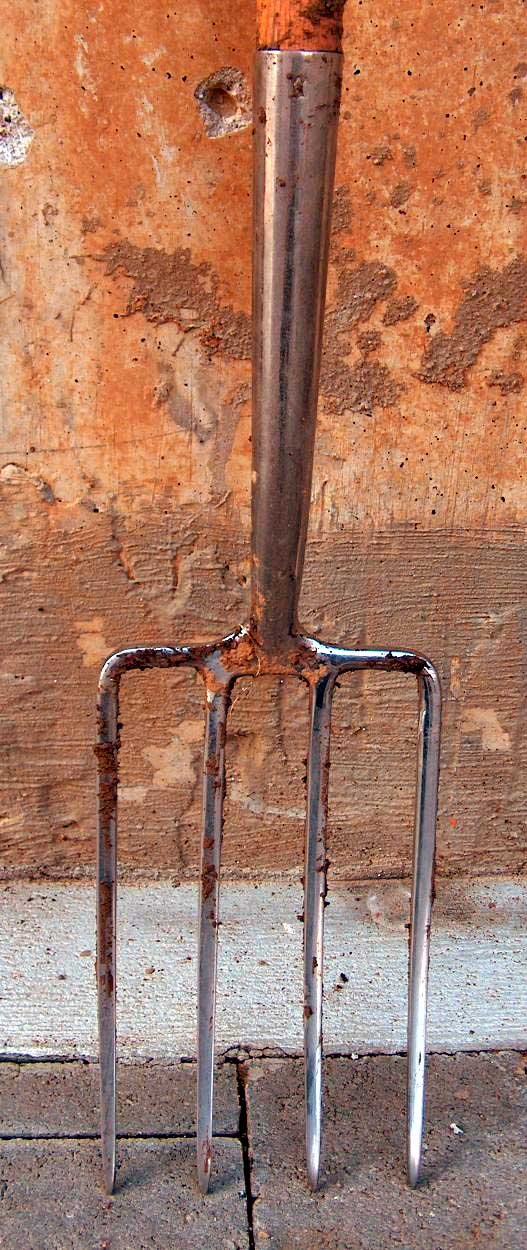
شوكة الحديقة.

شوكة الحديقة هي أداة زراعية، تتكون من مقبض وأسنان تُشبه الشوكة، ولها استعمالات في الزراعة والبستنة حيث تقوم برفع وتحريك التربة، وتُستخدم في تحريك ونقل المواد السائبة مثل القش والسماد، كذلك يوجد لهذه الأداة نسخة أصغر مع وظائف أقل صعوبة مثل إزالة الأعشاب الضارة.